# Souhvězdí Rajky
Rajka je souhvězdí na jižní obloze. Vzhledem k jeho blízkosti k jižnímu nebeskému pólu jej lze alespoň z části spatřit pouze jižně od obratníku Raka a celé jižně od 7° s.š.

## Významné hvězdy
| Hvězda | Jméno   | Hvězdná velikost |
| ------ | ------- | ---------------- |
| α Aps  | Paradys | 3,825m           |
| β Aps  | β Aps   | 4,21m            |
| γ Aps  | γ Aps   | 3,86m            |